# Нур Фетахоглу
Нур Фетахоглу (тур. Nur Fettahoğlu; Дуизбург, Немачка, 12. новембар 1980) је турска глумица.
Нур је рођена 12. новембра 1980. године од мајке Фатме и оца Синана као једно од петоро деце, у немачком граду Дуизбургу. Њени родитељи су пореклом Албанци, мајка са Крита, а отац са Косова, па су мигрирали у североисточни турски град - Ризе где је тренутно њена породица.

## Филмографија
| Улоге Нур Фетахоглу |                        |               |                      |                |
| Година              | Српски назив           | Изворни назив | Улога                | Напомена       |
| 2008. - 2010.       | Забрањено воће         |               | Фејкер Јореоглу Онал | споредна улога |
| 2010. - 2012.       | Сулејман Величанствени |               | Султанија Махидевран | главна улога   |
| 2019.               | Сестре                 |               | Умај Карај           | главна улога   |
| 2020. -             | Вавилион               |               | Еда Сајгун           | главна улога   |